# Steal This Album!
Steal This Album! je treći studijski album armensko-američkog metal sastava System of a Down, objavljen 26. studenog 2002.

## O albumu
Album su producirali Rick Rubin i gitarist sastava, Daron Malakian. Objavljen je nedugo nakon što je na internet "procurila" nedovršena verzija albuma, koju su obožavatelji nazvali Toxicity II, prema prethodnom multiplatinstom albumu Toxicity. Na službenom albumu našlo se 12 od 15 pjesama s Toxicity II, pod drugim imenima (osim pjesme "Streamline") i nešto izmijenjenom glazbom i riječima, te tri nove pjesme: "Innervision", "Ego Brain" i "Roulette". S druge strane, na albumu se nisu našle pjesme "Cherry" ("Virgin Tea"), "Forever" ("Fortess", "Outer Space"), kao ni jedna od dvije verzije pjesme "Waiting for You", kasnije nazvane "Thetawaves".
Sve pjesme su prvotno napisane za vrijeme snimanja albuma Toxicity, te iako je često u medijima naglašavno da su pjesme s ovog albuma zapravo kolekcija B-strana, pjevač sastava, Serj Tankian je izjavio da pjesme nisu uključene na prethodni album isključivo zato "jer se nisu uklapale u kontinuitet albuma".
Ime albuma (hrv.: "Ukradi ovaj album!") preuzeto je od spisateljice Abbie Hoffman i njezine knjige iz 1969. Steal This Book ("Ukradi ovu knjigu"). Pjesma "Streamline" je korištena u glazbi za film Kralj Škorpiona iz 2002. U jednom intervjuu u svibnju 2009., bubnjar sastava John Dolmayan je izjavio da je to njegov omiljeni album koji su objavili.
Omot albuma izgleda kao piratski CD, s napisanim imenom sastava i albuma običnim markerom, što je očiti odgovor onima koji su nedovršenu verziju albuma postavili na internet. Također, u UK-u i SAD-u su u ograničenim količinama bile dostupne četiri alternativne verzije omota, koju su naslikali članovi sastava. Verzija Serja Tankiana je potpuno plava, s tekstom napisanim ukrug, na Malakianovoj su nacrtana dva međusobno prekrižena slova "V", jedno plavo, a drugo bijelo-crveno. Na verziji Johna Dolmayana nacrtana je lubanja, a na Odadjianovoj stilizirana vatra, s napisanim tekstom. Ove alternativne verzije smatraju se veoma rijetkima.
Album je dobio dobre kritike, no nije bio uspješan kao prethodni, te se nalazio na 15. mjestu Billboard 200 ljestvice. Neke pjesme s albuma nisu nikad otpjevane na koncertima uživo, neke rijetko, i to uglavnom ubrzo nakon izlaska albuma, dok su pjesme "Roulette" i "Mr. Jack" pjevane na većini njihovih kasnijih koncerata, posebno za vrijeme promocije idućih albuma Mezmerize i Hypnotize.

## Pjesme
Jedini singl objavljen s albuma je "Innervision". Za pjesmu "Boom!", koja indirektno govori protiv rata u Iraku, i o tome kako se novac, umjesto za korisne stvari, troši na proizvodnju oružja snimljen je spot, kojeg je režirao poznati redatelj i protivnik američke politike Michael Moore. U pjesmi "Bubbles", koja govori o borbi za vlast u SAD-u gostuje armenski glazbenik Arto Tunçboyacıyan, koji je kasnije surađivao sa Serjom Tankianom, te su 2003. pod imenom Serart objavili istoimeni album. Tunçboyacıyan je i ranije surađivao sa SOAD-om, na pjesmama "Science" i "Arto". Od ostalih pjesama, "Chic 'n Stu" govori o utjecajima reklama, "Fuck the System" o cenzuri a "Roulette" o ljudskim emocijama i nesigurnosti u ljubavi. "Ego Brain" je priča o čovjeku koji umire u sramu zbog svojeg egoizma, "Mr. Jack" govori o narko dileru, kojeg uhvati policija, a "A.D.D. (American Dream Denial)" o slanju vojske u smrt (vjerojatno se misli na rat u Afganistanu), te o korumpiranosti američke vlade.

## Popis pjesama
| 1.    | »Chic 'n' Stu«                   | Serj Tankian, Daron Malakian | Malakian                              | 2:23 |
| 2.    | »Innervision«                    | Tankian, Malakian            | Malakian, Tankian                     | 2:33 |
| 3.    | »Bubbles«                        | Tankian, Malakian            | Malakian                              | 1:56 |
| 4.    | »Boom!«                          | Tankian, Malakian            | Malakian, Shavo Odadjian              | 2:14 |
| 5.    | »Nüguns«                         | Tankian, Malakian            | Malakian                              | 2:30 |
| 6.    | »A.D.D. (American Dream Denial)« | Tankian, Malakian            | Malakian                              | 3:17 |
| 7.    | »Mr. Jack«                       | Tankian, Malakian            | Malakian                              | 4:09 |
| 8.    | »I-E-A-I-A-I-O«                  | Tankian                      | Tankian, Malakian, Odadjian, Dolmayan | 3:08 |
| 9.    | »36«                             | Tankian                      | Tankian                               | 0:46 |
| 10.   | »Pictures«                       | Tankian, Malakian            | Malakian                              | 2:06 |
| 11.   | »Highway Song«                   | Tankian, Malakian            | Malakian                              | 3:13 |
| 12.   | »Fuck the System«                | Malakian, Tankian            | Malakian, Tankian                     | 2:12 |
| 13.   | »Ego Brain«                      | Malakian, Tankian            | Malakian, Tankian                     | 3:21 |
| 14.   | »Thetawaves«                     | Tankian, Malakian            | Malakian                              | 2:36 |
| 15.   | »Roulette«                       | Malakian, Tankian            | Malakian, Tankian                     | 3:21 |
| 16.   | »Streamline«                     | Tankian, Malakian            | Malakian                              | 3:37 |
| 43:31 |                                  |                              |                                       |      |

## Produkcija
- System of a Down

- Daron Malakian — gitara, vokal
- Serj Tankian — vokal, klavijature
- Shavo Odadjian — bas-gitara
- John Dolmayan — bubnjevi

- Producenti - Rick Rubin i Daron Malakian
- Misking - Andy Wallace
- Dodatni vokali na pjesmi "Bubbles" - Arto Tunçboyacıyan

## Top liste
| Godina | Singl         | Top lista              | Pozicija |
| ------ | ------------- | ---------------------- | -------- |
| 2003.  | "Innervision" | Mainstream Rock Tracks | 14.      |
| 2003.  | "Innervision" | Modern Rock Tracks     | 12.      |